# Blästad
Blästad är ett geografiskt område i Linköpings kommun (Sankt Lars socken), Östergötlands län. 

## Historik
Blästad i Sankt Lars socken i Hanekinds härad är ett område i Linköping, relaterat till Blästad gård.